# Avon (motorfiets)
Avon is een historisch Brits merk van motorfietsen.
De bedrijfsnaam was: The Avon Motor Cycle Co., Croydon.
Na de Eerste Wereldoorlog ontstond er in heel Europa vraag naar goedkope vervoermiddelen. Terwijl het in Duitsland nog jaren (tot ca. 1923) zou duren eer er een grote productie van goedkope motorfietsen op gang kwam, waren er in het Verenigd Koninkrijk al in 1919 een groot aantal merken. Sommigen hadden hun productie tijdens de oorlog stilgelegd, maar er waren ook nieuwe merken, zoals "Avon". Om de productiekosten laag te houden kocht men meestal inbouwmotoren van andere merken en daarbij was Villiers uit Wolverhampton, met name de 269cc-tweetaktmotor van dat merk, het meest geliefd. Daarom is het meest logisch dat ook Avon deze motor inkocht, maar zeker is dit niet. Bronnen spreken ook van 247- en 346cc-Villiers-motoren. In elk geval duurde de productie van Avon niet lang: in 1920 verdween het merk van de markt.